# 다비데 아스토리
다비데 아스토리(이탈리아어: Davide Astori, 1987년 1월 7일 ~ 2018년 3월 4일)는 이탈리아의 전 축구선수이며, 세리에 A의 피오렌티나와 이탈리아 축구 국가대표팀에서 활약했었다.
그는 밀란에서 선수 경력을 시작하였으며, 2006년 피치제토네, 2007년 크레모네세로 두 차례 임대를 갔다. 칼리아리는 2011년 밀란에서 1군에 포함되지 않던 아스토리에 대한 완전 소유 계약을 하기 이전에 2008년 공동소유계약을 했다. 그는 2014년에 로마로 임대를 떠났다.
2018년 3월 4일 우디네세 칼초와의 경기를 앞두고 호텔에서 심장마비로 숨진 채 발견되었다.

## 선수 경력

### 초기 경력
베르가모현에서 태어나고 자란 아스토리는 2001년 밀란에 입단하기전에 지역 팀 폰티솔라에서 축구를 시작했다. 그는 클럽의 유스 팀에서 5년을 보낸후, 두 차례 연달아 세리에 C1 클럽 피치게토네와 크레모네세로 각각 2006-07, 2007-08 시즌에 임대를 가서 좋은 활약을 했다.

### 칼리아리
2008-09 시즌이 시작할때, 칼리아리는 AC 밀란에게 1백만 유로를 지불하고 아스토리에 대한 공동소유계약을 맺었다. 그는 1부리그 공식 데뷔전을 2008년 9월 14일 시에나를 상대로 후반 교체로 출전하였다. 지난 14경기에서 벤치 선수였던 그는 마침내 2008년 11월 30일에 삼프도리아를 상대로 선발출전했고 1:0 승리를 거뒀다. 아스토리는 칼리아리에서의 첫 시즌에 10경기에 출전하였다.
2009년 여름 이적시장에 칼리아리는 밀란과 아스토리의 공동소유 계약을 재개했다. 아스토리는 루이스 디에고 로페스를 대체하였고 34경기에 출전을 했고 2010년 1월 31일 피오렌티나를 상대로 칼리아리에서의 첫 골을 기록해 2:2 무승부에 기여했다. 2010년 2월 28일, 아스토리는 키에보를 상대로 두 번째 골을 기록했으나 팀은 1-2로 패배했다. 2010년 4월 3일, 아스토리는 밀란과의 경기에서 자책골을 넣어 칼리아리는 3-2로 패배했다. 칼리아리에서의 두 번째 시즌동안에, 아스토리는 AC 밀란이 그와 계약하고 싶어한다는 루머가 있었으나 실제로 그 일이 벌어지진 않았다. 그 루머에도 불구하고, 아스토리는 여름에 밀란으로 돌아가고 싶어하였다.
칼리아리는 2010년 6월에 AC밀란과 아스토리에 대한 공동소유계약을 재개하였고 아스토리는 36경기에 출전을 했다.
2011년 6월 22일, 칼리아리는 밀란으로부터 남은 소유권 50%를 3백50만 유로에 구매했다(2008년에 지급한 1백만 유로+ 추가로 지불한 2백 50만 유로). 시즌이 시작하고 8 경기가 지난뒤,아스토리는 2011년 8월 23일 나폴리와 경기에서 에세키엘 라베시의 태클로 다리 골절을 당하여 경기 시작 21분만에 교체됐고 경기는 0-0 무승부로 끝났다. 그는 부상으로 3달 간이나 경기에 뛰지 못했다. 2012년 4월 7일, 그는 인테르나치오날레를 상대로 그 시즌 첫 골을 넣어 2-2 무승부에 기여했다.
2012년 7월 9일, 아스토리는 1천5백만 유로의 이적료로 합의를 본 스파르타크 모스크바로 이적을 거부하였다. 그는 모스크바로의 이적을 거부한 이유는 칼리아리에 머물고 싶었고 클럽과 함께 그의 목표를 이루기 위해서라고 밝혔다.

### 로마
2014년 7월 24일, 칼리아리는 아스토리가 로마로 한 시즌간의 장기 임대를 발표하였다. 임대 비용은 2백만 유로이며, 로마는 시즌 종료후 완전영입시에 5백만 유로를 추가로 지불하는 조건을 지녔다.

## 국가대표팀 경력
아스토리는 2004년에 첫 줄장을 하며 이탈리아 U-18 팀에서 4경기를 출전했다. 하지만 그는 더 상위 단계의 유소년 축구 국가대표팀에 소집되지는 못했다.
아스토리는 새롭게 부임한 체사레 프란델리 국가대표팀 감독 휘하에서 2010년 8월 10일에 열리는 코트디부아르와 친선전에서 성인 대표팀에 첫 소집이 되어 명단에 포함됐다. 하지만 그는 후보 선수로 남아 출전하지는 못했다. 그는 이탈리아 대표팀에서 첫 전체 경기 소화를 2011년 3월 29일 키예프에서 열린 우크라이나와 친선전에서 치뤘으며 2-0 승리를 거뒀다. 그는 조르조 키엘리니의 교체 선수로 전반을 소화했으나 후반에 옐로우 카드 두 장을 받아 퇴장당했다.